# Пачеко, Франсиско
Франси́ско Паче́ко дель Ри́о (исп. Francisco Pacheco del Río, крещён 3 ноября 1564, Санлукар-де-Баррамеда — 27 ноября 1644, Севилья) — испанский живописец, историк и теоретик искусства, поэт, учитель Диего Веласкеса, Алонсо Кано и Франсиско Лопеса Каро. Пачеко оказал значительное влияние на становление испанской национальной школы живописи XVII столетия.

## Жизнь и творчество
Франсиско Пачеко родился в семье Хуана Переса и Леоноры дель Рио в Санлукар-де-Баррамеда (Андалусия) и был крещён 3 ноября 1564 года. Его настоящее имя Франсиско Перес дель Рио (Francisco Pérez del Río), но он взял имя своего дяди, юриста и каноника собора Франсиско Пачеко, как своё собственное. До 1580 года он переехал в Севилью, к своему дяде, который устроил Пачеко учеником художника Луиса Фернандеса, где Франсиско занимался преимущественно копированием картин итальянских мастеров.
17 января 1594 года в Севилье Франсиско женился на Марии Руис де Парамо. В этом браке у художника родилась дочь Хуана (1602—1660). Он также активно участвовал в защите профессиональных прав гильдии живописцев.
В 1610 году он предпринял путешествие в Мадрид, которое продлилось до октября 1611 года и в котором есть свидетельства его посещения Эскориала и Толедо, где он имел дело с Эль Греко. В том же году в его мастерскую поступил учеником Диего Веласкес. В это время Пачеко накопил должности и титулы, которые повысили его социальный статус; таким образом в 1618 году он получил цеховой титул «надзирателя за живописным ремеслом» (veedor del oficio de la pintura), а при святейшей инквизиции — «надзирателя за священными картинами» (veedor de pinturas sagradas). Франсиско Пачеко собирал в своём доме в Севилье поэтов и учёных в своего рода неоплатонической академии («Academia Sevillana»), которую посещали престижные интеллектуалы из Севильи, такие как Пабло де Сеспедес, где искали поддержки сторонники идеи единства искусства живописи и поэзии (лат. Ut pictura poesis — живопись подобна поэзии).
Он написал «Книгу портретов» (Libro de los retratos) — собрание из почти семидесяти портретов, сопровождаемое краткими биографическими очерками художников из его коллекции картин и других знаменитостей искусства и литературы. Рукописи хранятся в Музее Ласаро Гальдиано в Мадриде и в Библиотеке Королевского дворца. Полностью книга опубликована Хосе Марией Асенсио в 1886 году.
Его глубокая религиозность нашла своё отражение в таких произведениях, как «Страшный суд» и «Мученики Гранады». Как живописец по своим убеждениям Пачеко был романистом, а в творческой практике склонялся к натурализму.
Диего Веласкес с 1611 года, в течение шести лет был учеником Пачеко. В 1618 году он женился на дочери своего учителя, Хуане. В ранних работах Веласкеса ощутимо творческое влияние его тестя. В 1623—1625 годах Франческо Пачеко — придворный художник испанского короля Филиппа IV в Мадриде. В своей мастерской он устроил художественную школу, где, согласно своим обязанностям цензора, проповедовал ученикам «строгое» отношение к религиозным сюжетам и «моральную живопись».
В 1649 году был опубликован теоретический трактат Франсиско Пачеко под названием «Искусство живописи, его древность и величие» (Arte de la pintura, su antiquedad y grandeza). В трактате, кроме материалов по технике рисунка, наложению красок и иконографии, автор много внимания уделил творческим биографиям испанских живописцев XVII века — в связи с чем получил среди испанских историков искусства прозвание «Севильского Вазари». Также считается, что он ввёл в историю испанского искусства термин «бодегон».
Франсиско Пачеко одним из основателей испанской натуралистической школы в живописи и сыграл важную роль в переходе испанского искусства от маньеризма к барокко.

## Галерея

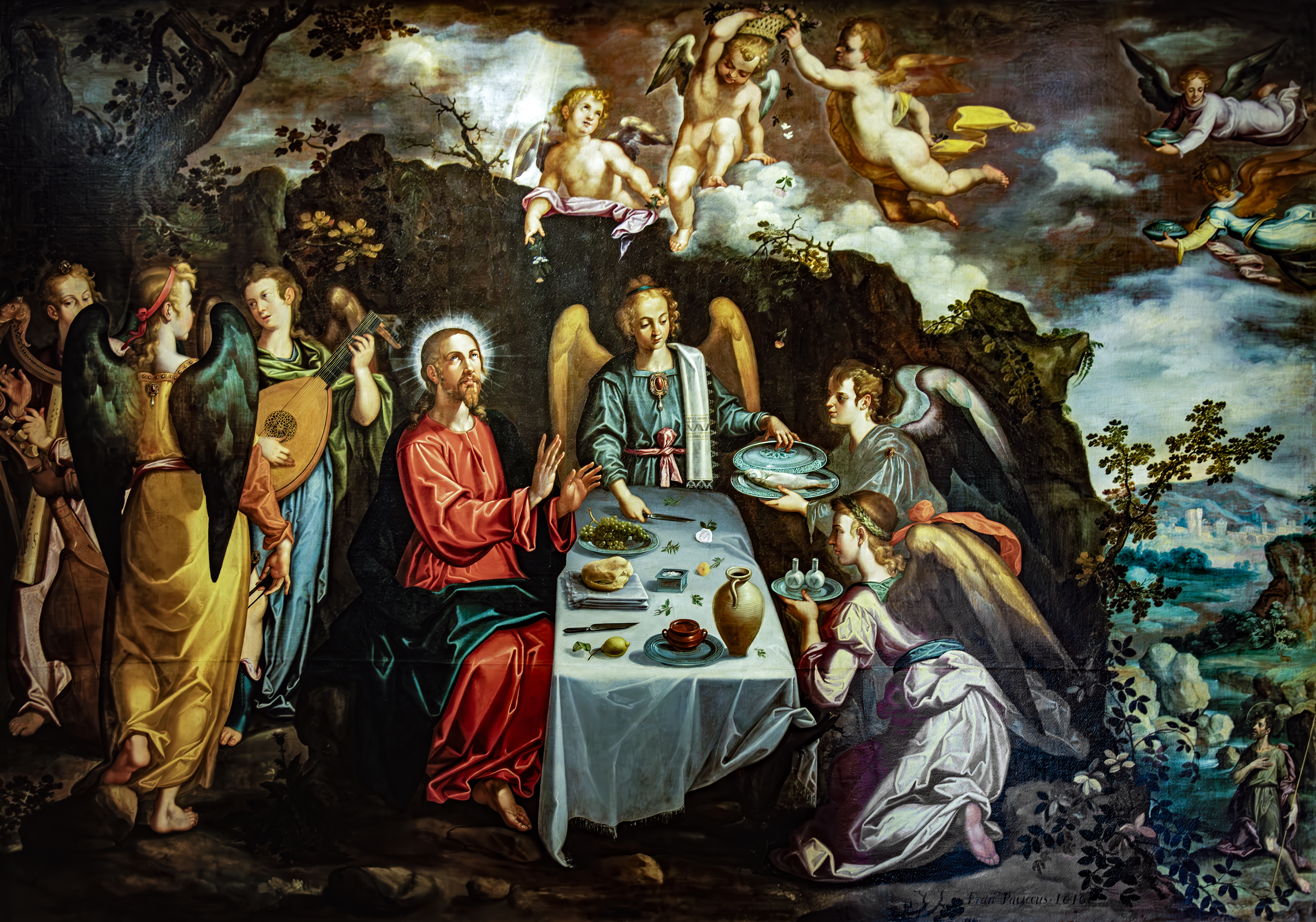
Ангелы прислуживают Христу в пустыне. 1616. Холст, масло. Музей Ф. Гойи, Кастр, Франция
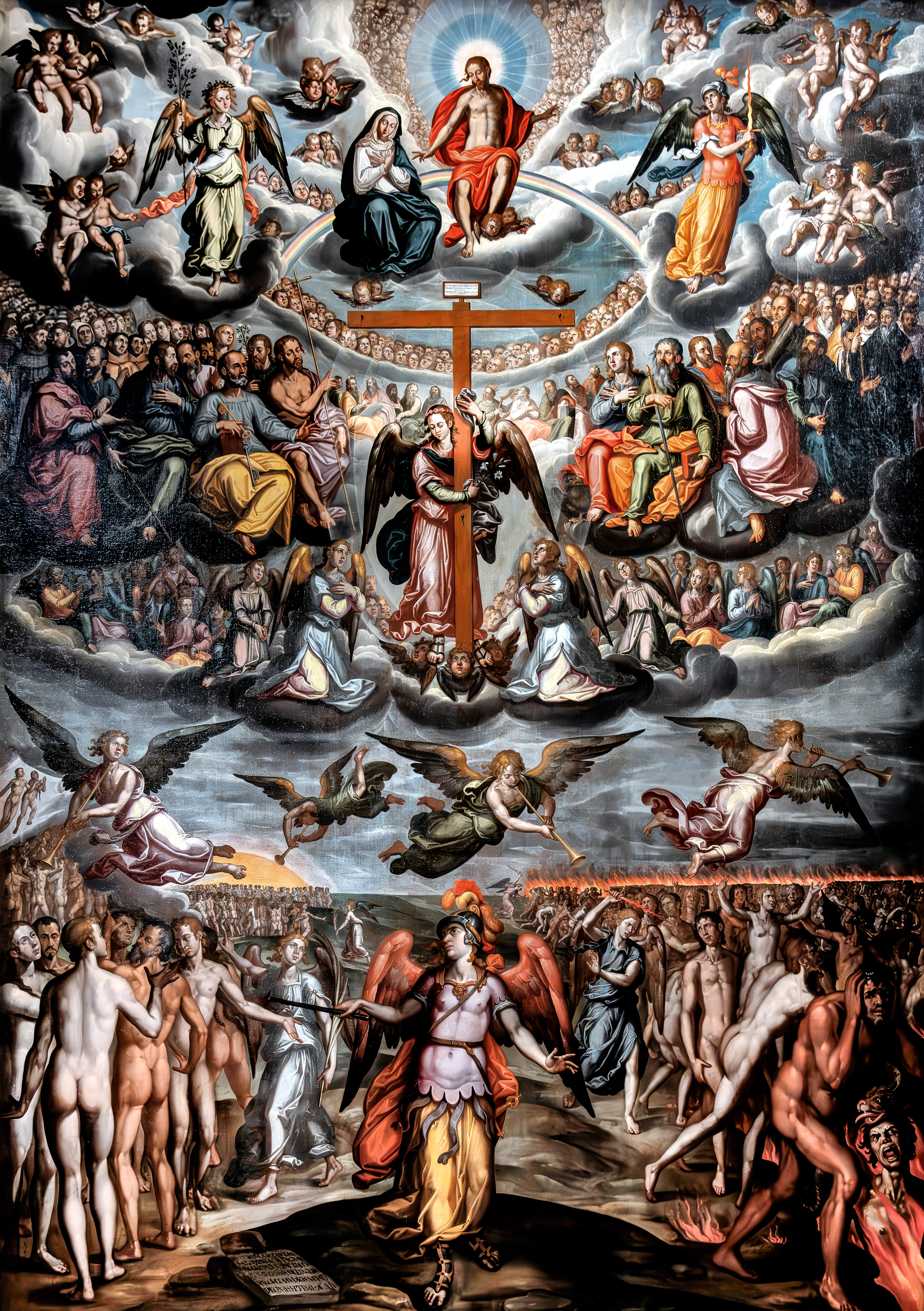
Страшный суд. 1614. Холст, масло. Музей Ф. Гойи, Кастр, Франция
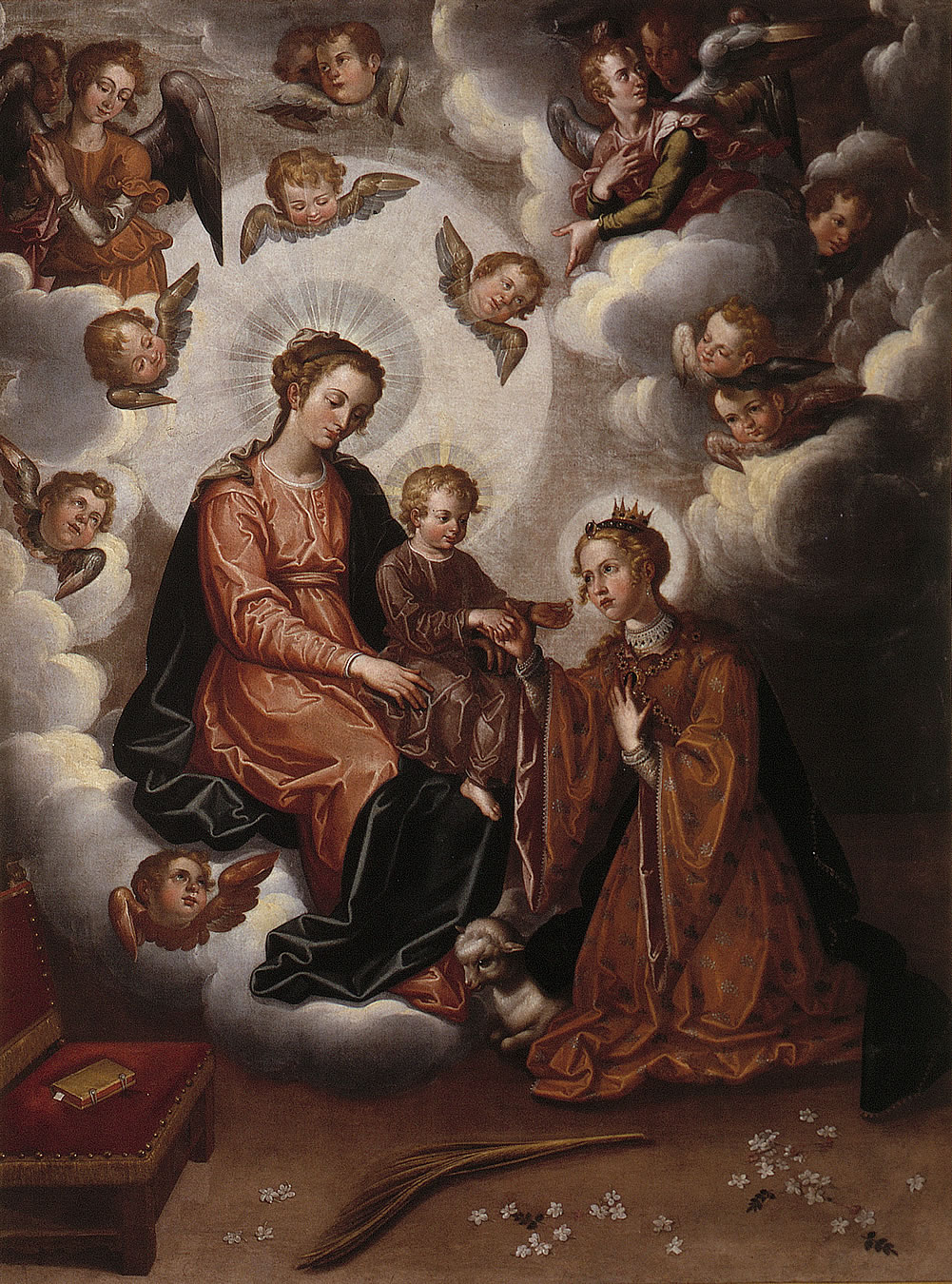
Мистическое обручение Святой Инесы (Агнессы Римской). Ок. 1628. Холст, масло. Музей изящных искусств, Севилья
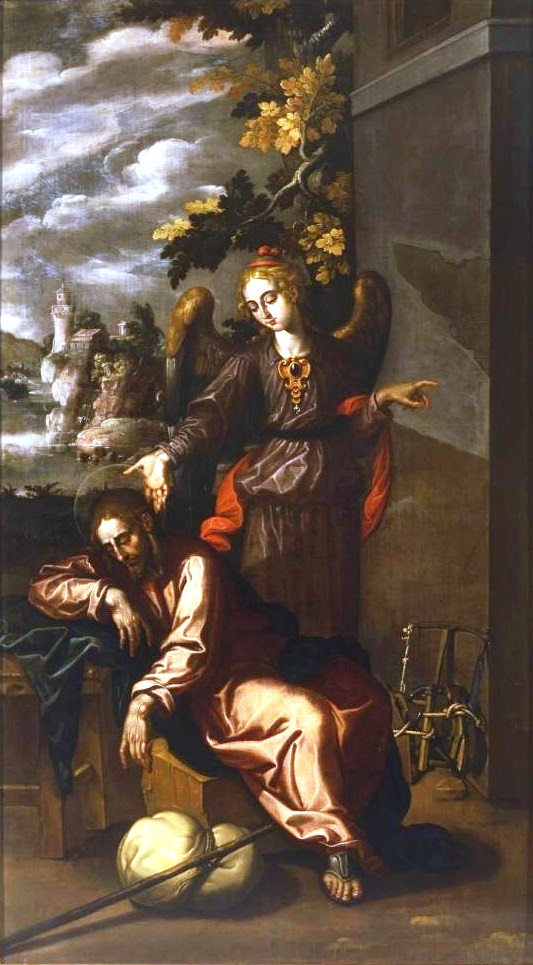
Сон Святого Иосифа. Между 1617 и 1620. Холст, масло. Королевская академия изящных искусств Сан-Фернандо, Мадрид
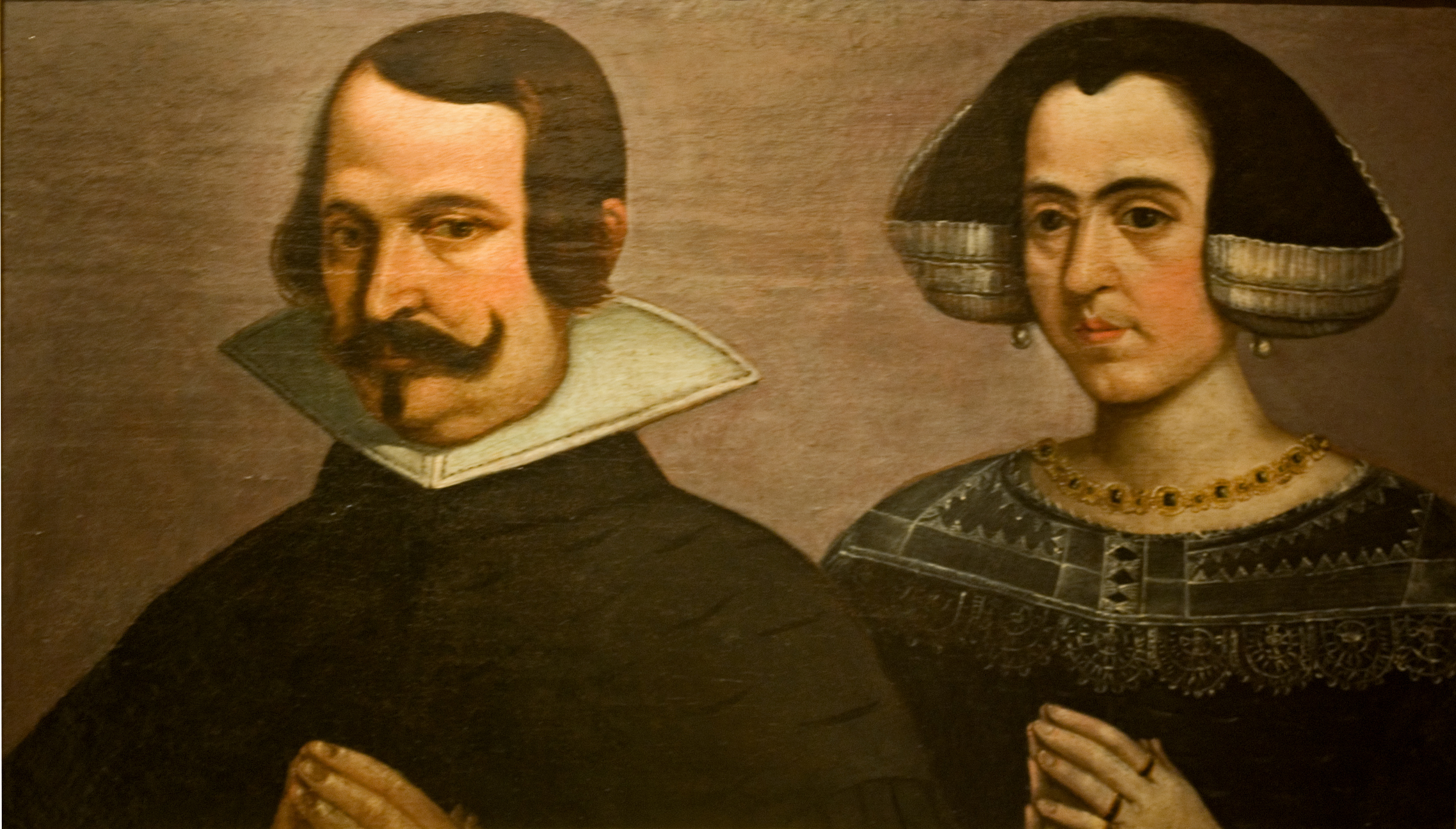
Портрет молящихся дамы и кабальеро. 1630. Дерево, масло. Музей изящных искусств, Севилья
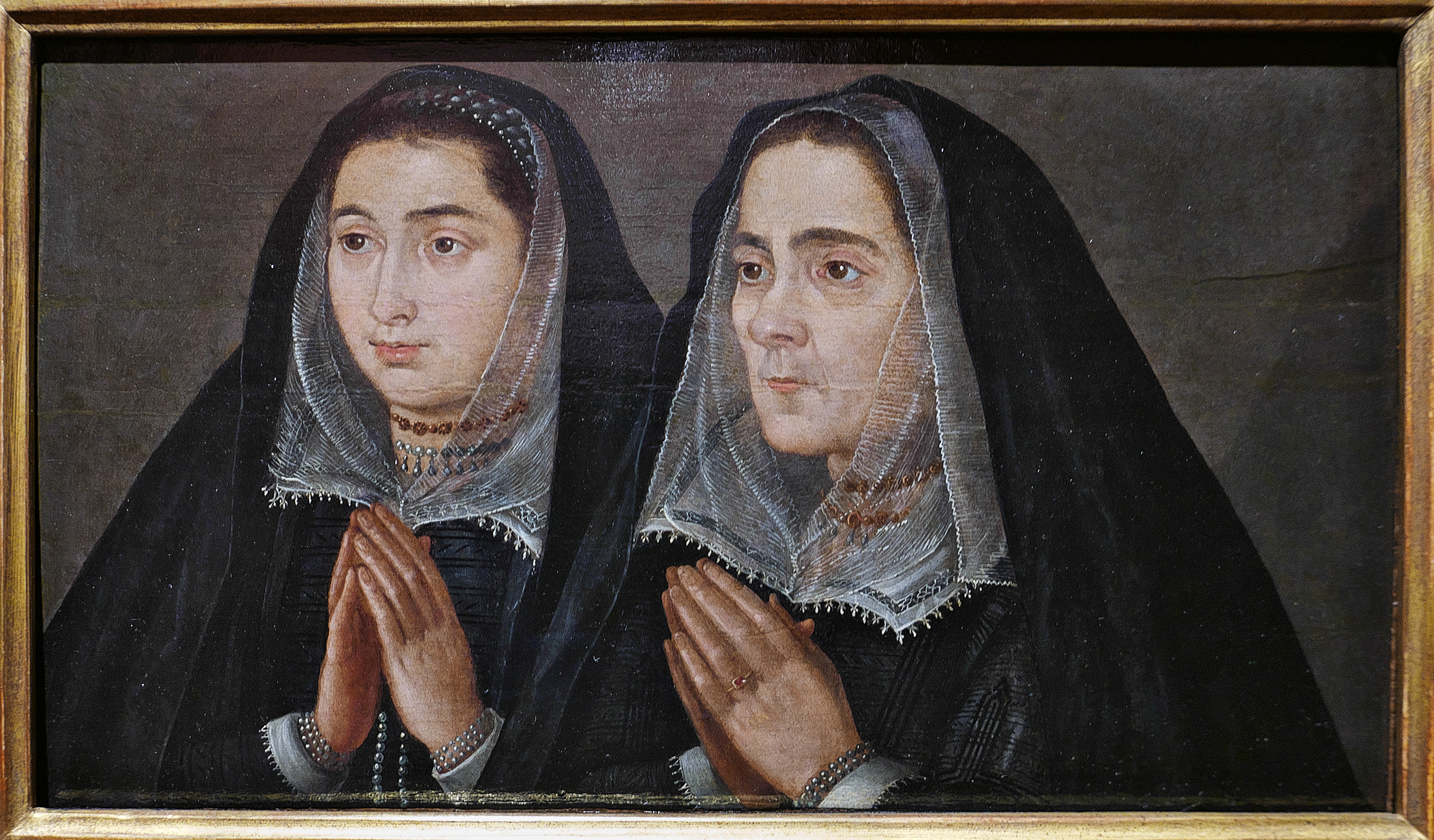
Портрет жены Мигеля Иеронимо и его дочери. 1612. Дерево, масло. Музей изящных искусств, Севилья

## Поэтическое творчество
- Сонеты (На смерть Микеланджело, К Диего де Сильва Веласкесу, Кисть, или Загадка)
- Эпиграммы (Художник петуха намалевал…) // Поэзия испанского Возрождения. — М.: Художественная литература, 1990. — С. 398—401.